# Leiopathes valdiviae
Leiopathes valdiviae is een Antipathariasoort uit de familie van de Leiopathidae. De wetenschappelijke naam van de soort is voor het eerst geldig gepubliceerd in 1915 door Pax.